# Lexus LF-Z Electrified
La Lexus LF-Z Electrified est un concept car de SUV 100 % électrique produit par le constructeur automobile japonais Lexus en 2021, et préfigurant le SUV 100 % électrique Lexus RZ produit à partir de 2022.

## Présentation
La Lexus LF-Z Electrified est présentée le 30 mars 2021.